# أبو أنس الليبي
نزيه عبد الحميد الرقيعي المشهور بأبي أنس الليبي (1964-2015)، وهو مهندس ليبي في تكنولوجيا المعلومات اتهمته الولايات المتحدة بالمشاركة في تفجير سفارات الولايات المتحدة 1998. وقد كان يعمل كأخصائي كمبيوتر لتنظيم القاعدة.
ألقت قوات أمريكية خاصة القبض عليه في طرابلس يوم 5 أكتوبر 2013. ولكنه توفي يوم 2 يناير 2015 في مستشفى بنيويورك متأثرا بسرطان الكبد قبل أيام من بدء محاكمته.

## الحياة
ولد في 30 مارس 1964 بطرابلس، ليبيا. تخرج من كلية الهندسة بجامعة الفاتح، وهي جامعة طرابلس الآن، حيث درس علوم الكمبيوتر تزوج من ليبية وله منها 4 أبناء وهو يتحدث العربية والإنجليزية.
في 1990 كان أبو أنس الليبي ينتمي إلى الجماعة الليبية المقاتلة التي حاولت الإطاحة بنظام معمر القذافي وإقامة دولة إسلامية. وبعد قمع القذافي لتلك الجماعة في مطلع التسعينات، فرَّ أبو أنس الليبي من ليبيا إلى السودان، حيث انضم إلى صفوف القاعدة عام 1994 وتقدم بسرعة في صفوفها بفضل درايته في مجال المعلوماتية وأنظمة الاتصالات.
وكان أبو أنس الليبي في أفغانستان واليمن قبل حصوله على اللجوء السياسي في بريطانيا التي أقام فيها في مدينة مانشستر ثم ألقت شرطة سكوتلاند يارد القبض عليه في عام 1999، وتم التحقيق معه. ومع ذلك، أطلق سراحه لأنه كان قد مسح القرص الصلب للحاسوب الخاص به ولم يمكن العثور على أي دليل لاعتقاله.، وعندما وجّهت إليه محكمة أميركية تهمًا بالتورط في تفجير سفارات الولايات المتحدة 1998، بنيروبي ودار السلام، فرَّ مرة أخرى ليجد مأوى له في أفغانستان وباكستان.
ذكرت تقارير إخبارية في يناير 2002 أن أبو أنس الليبي قُبض عليه من قبل القوات الأمريكية في أفغانستان. ثم ذكرت تقارير إخبارية أخرى في مارس 2002 أن أبو أنس الليبي كان قد اعتقل من قبل السلطات السودانية وكان محتجزا في سجن في كوبر في الخرطوم. ومع ذلك فإن مسؤولين أمريكيين نفوا تلك التقارير، وقالوا إن أبا أنس الليبي لا يزال طليقاً.
عاد أبو أنس الليبي إلى بلاده إثر انطلاق ثورة 17 فبراير ضد نظام معمر القذافي في العام 2011، وشارك في المعارك إلى جانب الثوار الليبيين وقد قُتل أحد أبنائه على يد القوات الموالية للقذافي خلال عملية تحرير طرابلس في أكتوبر 2011.

## اعتقاله في 2013
ألقي القبض على أبو أنس الليبي في طرابلس يوم 5 أكتوبر 2013 من قبل القوات الأمريكية الخاصة قوة دلتا، حيث كانت واشنطن قد رصدت مكافأة قيمتها خمسة ملايين دولار للقبض عليه 
ذكرت مصادر أميركية وليبية متطابقة أن مدير المخابرات الفلسطينية في الضفة الغربية اللواء ماجد فرج، سيحظى بتكريم من قبل واشنطن لمساهمته بشكل كبير في توفير معلومات قيمة لوكالة الاستخبارات المركزية الأميركية (سي. آي. أي.) ساعدت في تحديد تحركات أبو أنس الليبي واختطافه من قبل قوة «كوماندوز» أميركية. ووفق تقرير مسرب سلمه اللواء فرج لرئيس السلطة الفلسطينية محمود عباس، فإن ضابطين فلسطينيين تابعين له في ليبيا قدما إسهاما مميزا في توفير معلومات ساعدت على القبض على أبو أنس الليبي.

## وفاته
يوم السبت 3 يناير 2015 قال المحامي برنار كلينمان لصحيفة واشنطن بوست إن أبو أنس الليبي، توفي في أحد مستشفيات نيويورك يوم الجمعة 2 يناير، موضحاً أن صحة موكله المُصاب بسرطان الكبد تدهورت إلى حدّ كبير خلال الشهر الماضي.
كان من المقرر محاكتمة أبو أنس الليبي يوم 12 يناير 2015 برفقة رجل الأعمال السعودي خالد الفواز المتهمان بضلوعهما في تفجير سفارات الولايات المتحدة 1998. وكان الليبي والفواز قد دفعا ببرائتهما من التهم التي وُجّهت إليهما، لكن متهماً ثالثاً هو المصري عادل عبد الباري أقرّ بمسؤوليته في هذين الهجومين.
وفي ردة فعلها حمَّلت أسرة القيادي في تنظيم القاعدة أبو أنس الليبي السلطات الأميركية مسؤولية وفاته. وقال أحمد نزيه، أحد أبناء أبو أنس الليبي في لقاء مع قناة الجزيرة، إن الأميركيين الذين سجنوا والده ومنعوا ذويه من زيارته، أهملوا تقديم العلاج لوالده بعد العملية، وتسببوا في وفاته.
في مساء يوم الجمعة 9 يناير 2015 وصل جثمان «أبو أنس الليبي» إلى مطار معيتيقة الدولي قادما من واشنطن عبر تركيا، وقال عبد الله الرقيعي أحد أبناء أبو أنس الليبي لوكالة الأناضول للأنباء أنه «كان من المقرر أن يصل الجثمان يوم الخميس على أن تقام الجنازة يوم الجمعة، ولكن مشكلة في الطيران حدثت أجلت الأمر، ليصل مساء يوم الجمعة» وأضاف عبد الله الرقيعي لوكالة فرانس برس أن «صلاة الجنازة على والده ستقام في ميدان الشهداء وسط العاصمة الليبية طرابلس».
بعد ظهر السبت 10 يناير 2015 وارى مئات المشيعين في العاصمة الليبية طرابلس جثمان «أبو أنس الليبي» في مقبرة بوشوشة المحاذية لطريق الشط، بعد الصلاة عليه في ميدان الشهداء كما كان مقرراً لذلك من قبل، وشارك في صلاة الجنازة حشد كبير من المواطنين بحضور وزير رعاية أسر الشهداء والمفقودين بحكومة الإنقاذ الوطني، وأعضاء بالمؤتمر الوطني العام».
وفي كلمة له عقب الانتهاء من مراسم الدفن قال محمد الجازوي وزير الشهداء والمفقودين في الحكومة الليبية البديلة في طرابلس: نطالب الحكومة الأمريكية بالكشف بسرعة عن قتل أخينا هذا البطل أبو أنس وأيضا بكشف سر كيف تم اختطافه من ليبيا من عاصمة الثورة. هذه الأمور لن ندعها. أبو أنس الليبي وآخرون لدى أمريكا. نحن لن نضع ولن ننام إلا أن نكشف ونطالب برجوعهم حتى الأسرى في سجون أمريكا حتى أحمد أبو ختالة لا بد أن يرجع إلينا يوما هناك بطل في سجون أمريكا وهو أحمد بو ختالة نحن نطالب الحكومة الأمريكية بملابسات القبض عليه وأيضا بإرجاعه لنا سالما غانما.